# Délégation à la sécurité routière
La Délégation à la sécurité routière (DSR), anciennement Délégation à la sécurité et à la circulation routières (DSCR), est un organisme français d'État créé en 1982, sous le nom de « direction de la sécurité et de la circulation routières », rebaptisée « délégation » en 2008, qui a pour mission d'élaborer et de mettre en œuvre la politique de sécurité routière.
Elle est placée sous l’autorité du ministre de l’Intérieur et représentée par le Délégué interministériel à la sécurité routière (DISR), fonction exercée depuis septembre 2022 par Mme Florence Guillaume, générale de gendarmerie.

## Histoire
En 1982, est créée la Direction de la sécurité et de la circulation routières, rattachée, à l’époque, au ministère chargé des transports.
En 2008, cet organisme prend le nom de Délégation à la sécurité et à la circulation routières (DSCR).
En 2010, la DSCR est rattachée au ministère de l'Intérieur et est également mise à disposition du ministère de l'Écologie, du Développement durable et de l'Énergie, compétent en matière de réglementation technique des véhicules, de sécurité des infrastructures et d'équipement routier ,. Ce changement historique s'inscrit dans la continuité du tournant décisif de 2003, donnant priorité au volet répressif de la politique de sécurité routière. Michèle Merli, alors Déléguée interministérielle à la sécurité routière, explique cette décision : « Le ministère de l’Intérieur est l’un des acteurs historiques majeurs de la sécurité routière, et les récentes réformes administratives ont renforcé ses responsabilités en la matière. Ainsi, depuis le rattachement de la Gendarmerie nationale à l’Intérieur, il a autorité directe sur les deux forces chargées de faire respecter les règles de sécurité routière. Ce rapprochement permet de renforcer la cohérence de la lutte contre l’insécurité routière sur le terrain ».
En 2017, la Délégation à la sécurité et à la circulation routières (DSCR) change de nom pour devenir la Délégation à la sécurité routière (DSR).

## Missions
La Délégation à la sécurité routière a pour missions :
- apporter son concours à l’action interministérielle de la sécurité routière ;
- définir et mettre en œuvre la politique d’information, de communication et d’animation ;
- piloter et coordonner l'ensemble des travaux législatifs et réglementaires du Code de la route ;
- contribuer à la politique de contrôle automatisé des infractions routières et coordonner l’action interministérielle en cette matière ;
- concevoir et mettre en œuvre les systèmes de contrôle et de traitement automatisés des infractions routières ;
- élaborer la politique de sécurité des infrastructures routières pour tous les réseaux, et veiller à sa mise en œuvre ;
- élaborer la réglementation relative aux équipements de la route, à la signalisation et à la circulation routières ;
- élaborer, dans le cadre des institutions communautaires et internationales, la réglementation technique de la sécurité des véhicules ;
- élaborer la politique menée en matière d’éducation routière ;
- s’appuyer sur l'Observatoire national interministériel de la sécurité routière, pour la collecte et la diffusion des informations nécessaires à la préparation, la mise en œuvre et l’évaluation de la politique de sécurité routière ;
- conduire des actions d’expérimentations et des études générales ou sectorielles ;
- assurer la veille technologique.

## Organisation
L'organisme interministériel s'appuie, pour la connaissance de l’accidentologie, sur l'Observatoire national interministériel de la sécurité routière (ONISR), placé auprès du délégué.
L'organisation de la Délégation à la sécurité routière est régie par l'arrêté du 27 avril 2017. Elle comprend :
- La sous-direction de l’action interministérielle, qui prépare, pilote, anime et évalue la politique interministérielle de sécurité routière ainsi que l'évolution de la réglementation routière en matière de signalisation, d’équipements de la route et de circulation ;
- La sous-direction de l’éducation routière, qui intervient dans les politiques touchant à l’éducation et à la formation des usagers de la route et dans la réglementation du permis de conduire ;
- La sous-direction des actions transversales et des ressources, chargée de la gestion administrative et financière de l'organisme ;
- Le département de la communication et de l’information, qui élabore et met en œuvre la stratégie de communication globale de la sécurité routière ;
- Le département du contrôle automatisé, chargé de la politique de déploiement et de maintenance des dispositifs de contrôle automatisé et du suivi de l'opérateur chargé du traitement automatisé des infractions.

## Polémique sur la limitation à80km/h
En septembre 2019, le professeur et économiste Rémy Prud'homme, les associations 40 millions d'automobilistes et Fédération française des motards en colère (FFMC) accusent la Délégation à la sécurité routière de faire de la rétention d'informations sur les effets du passage de la limitation de vitesse sur route à 80 km/h. Il lui est reproché de ne pas fournir de statistiques précises et ciblées sur les seules voies concernées par le 80 km/h.
Officiellement, l'évaluation de la mesure a été confiée au Cerema avec l'appui de l'Ifsttar, les deux organismes d'études et recherches reconnus en France comme experts de la sécurité routière. Ils rendent compte devant le comité des experts du Conseil national de la sécurité routière sur la méthodologie utilisée afin de produire une évaluation de la situation. Le Cerema a produit des bilans d'étape à 6 mois puis à 12 mois. Les bilans d'étape de suivi et évaluation de la mesure peuvent être trouvés au fur et à mesure sur le site de l'ONISR.